# Vrt
Vrt je manjša kmetijska površina na kateri se sadi ali seje različne rastline, ki jih ljudje uporabljamo v prehrambene namene. Vrt praviloma oskrbuje z zelenjavo eno gospodinjstvo. Hrana privlači mnoge žuželke, pa tudi druge živali, kot so srnjad, ježi, plazilci...
Živalski vrt, v katerem lahko opazujemo divje živali v umetno narejenih naravnih okoljih, so se prvotno imenovali zoološki vrtovi. 
Zahodni vrtovi pa skoraj v celoti temeljijo na rastlinah in beseda vrt pogosto pomeni okrajšavo botanični vrt.
Na vrtovih se lahko goji tudi druge rastline, na primer cvetje. Take vrtove imenujemo cvetlični vrt. V cvetličnih vrtovih je kombiniranih več vrst rastlin, različnih velikosti, barv, tekstur in vonjev tako da vzbudijo zanimanje in navdušijo naše čute.
V preteklosti je imel vrt – park tudi vlogo zelenega prostora za sprostitev, predvsem v okolici gradov in velikih vil, sestavljen pa je bil iz različnega drevja, grmovnic, stezic, vodnjakov in ribnikov. Nekateri vrtovi so narejeni samo z namenom okrasiti okolico, medtem ko so drugi uporabljeni za pridelovanje hrane, po navadi v ločenih delih včasih pa tudi pomešano z okrasnimi rastlinami.
Vrtovi za pridelovanje hrane se razlikujejo od kmetij v tem da so dosti manjši, na njih je potrebno več ročnega dela in njihov namen je bolj usmerjen v kratkočasenje, uživanje in hobi.
Vrtnarjenje je proces gojenja in vzdrževanja vrta. To lahko počne amater ali profesionalni vrtnar. Vrtnar pa lahko dela tudi v parku, obcestnih brežinah ali drugih javnih prostorih.
Oblika vrta je stvaritev načrtov tlorisa in sajenja vrta in pokrajine. Lahko ga ustvarijo lastniki sami ali pa profesionalni oblikovalci – krajinski arhitekti. Večina profesionalnih oblikovalcev je izkušena v oblikovanju in pa v hortikulturi, zato imajo dobra znanja in izkušnje v uporabi rastlin. Za poklic krajinski arhitekt je potrebna diploma in državna licenca.
Elementi oblikovanja vrtov vključujejo načrt krajine, kot so poti, skalnjaki, stene, vodni dodatki, območja za sedenje in nadstreški, kot tudi same rastline pri katerih je pozornost namenjena njihovim hortikulturnim potrebam, njihovemu sezonskemu izgledu, življenjski dobi, načinu rasti, velikosti, hitrost rasti in kombinaciji z drugimi rastlinami in krajinskimi dodatki.
Pozornost je namenjena tudi vzdrževalnim delom vrta vključno s časom ali financami, ki bodo na voljo za redno vzdrževanje, kar lahko vpliva na izbiro rastlin glede na hitrost rasti, širjenje rastlin, bodisi enoletnic ali trajnic, čas cvetenja in mnoge druge lastnosti.
Najbolj pomembno v načrtovanju vrta pa je namen uporabe vrta, slog vrta in način kako bo prostor vrta povezan z domom ali drugimi strukturami, ki ga obkrožajo.